# آرثر بارو (موسيقي)
آرثر بارو (بالإنجليزية: Arthur Barrow)‏ هو موسيقي وملحن أمريكي، ولد في 28 فبراير 1952 في سان أنطونيو في الولايات المتحدة.

## وصلات خارجية
- آرثر بارو على موقع IMDb (الإنجليزية)
- آرثر بارو على موقع ميوزك برينز (الإنجليزية)
- آرثر بارو على موقع أول ميوزيك (الإنجليزية)
- آرثر بارو على موقع ديسكوغز (الإنجليزية)